# Църквище (Цер)
Вижте пояснителната страница за други значения на Църквище.
Църквище или Зад Забел (на македонска литературна норма: Църквиште) е археологически обект, църква и некропол от Средновековието, край кичевското село Цер, Северна Македония. Обявено е за защитен паметник на културата.

## Местоположение
Намира се 1,5 km югоизточно от селото, на малък хълм.

## Описание
В 1977 година на хълма са изкопани основите за нова църква. При работата са открити останки от зидове от ломен камък и варов хоросан, както и гробници с конструкции от каменни плочи, разположени в посока изток-запад. В един от гробовете е открита желязна статуетка. Още преди Втората световна война тук са откривани гробове с керамични дарове.